# Balassa család (ásványi)
Az ásványi nemes Balassa család egy a 17. században privilegizált család.

## Az ásványi nemes Balassa család származása
1638. március 17-én III. Ferdinánd király nemességet, és királyi birtokadományt adományozott a Győr vármegyei Ásvány egy részére Balassa Balázsnak.
A nemesi rendbe való emelést 1638. június 4-én hirdették ki Győr vármegye nemesi közgyűlése előtt Győrben.
A család tagjai később a birtokuk után felvették az "ásványi" nemesi előnevet.

## A család címere
Kék mezőben, zöld síkon álló, görbe kardot tartó kék nadrágos, veres kabátos, turbános török. Sisakdísz: kinövő veres ruhás, és turbános török vitéz, kifeszített íjával nyilazásra készen. Takarók: kékarany - veresezüst.

## A család leszármazása
1718-ban Balassa Jánost említik, mint ásványi birtokost. Ásvány ma Ásványráró része Győr-Moson-Sopron megyében.

Győr vármegyében Imre 1732-ben megyei esküdt volt. Balassa Péternek Pázmándy Erzsébettől fiai Gábor, Károly és Lajos. Mihálynak Noszlopi Annától gyermekei voltak 1740 táján Mihály, és Éva aki Barcza György felesége.

1735-ben özvegy loósi és hédervári gróf Viczay Jóbné Ebergényi Eszter megvette a Balassa örökösök ásványi birtokát.

Az ez utáni nemesi összeírásokban soha nem szerepelt ezután Ásványon Balassa nevű nemes.
1783-ban a Pozsony vármegyei Felbár községben igazolta nemességét ásványi nemes Balassa János.(Élt: 1748-1828) Az ugyancsak felbári Ásványi nemes Balassa János ügyvéd leánya Erzsébet 1777. szeptember 24-én házasodott  Bősön kisfaludi nemes Nagy János (élt: 1744-?) Moson vármegyei táblabíróval, ügyvéddel.
Ásványi Balassa Ferenc siketnéma festő született Pozsonyban 1794. szeptember 3-án.
Kisjókai nemes Takács Alajos (élt: 1783-1830) ügyvéd, Pozsony vármegye aljegyzőjének a felesége az 1855-ben elhunyt ásványi nemes Balassa Anna volt.
A család szétköltözések révén országosan elterjedt.